# Боб Каннінгем
Боб Ка́ннінгем (англ. Bob Cunningham; 28 грудня 1934, Клівленд, Огайо — 1 квітня 2017, Нью-Йорк) — американський джазовий контрабасист. 

## Біографія
Народився 28 грудня 1934 року в Клівленді (штат Огайо). Грав з місцевими гуртами в Клівленді, потім у 1960 році переїхав у Нью-Йорк. 
Гастролював і записувався з Діззі Гіллеспі в 1961 році, включаючи виступ на джазовому фестивалі в Монтереї (1961). Записувався з Біллом Гардменом, Еріком Долфі (1961), Кеном Мак-Інтайром (1963), Волтом Дікерсоном (1965), Френком Фостером (1965—66), Джуніором Мансом, Фредді Габбардом (1966), The Jazz Composer's Orchestra (1968), Гері Бартцом (1969), Леоном Томасом (1970); також працював з Артом Блейкі, Бетті Картер, Кенні Доргемом, Сан Ра, Артом Фармером, Максом Роучем, Джо Гендерсоном, Фароа Сендерсом, Рашидом Алі.
Грав з Юсефом Латіфом (1970—76), включаючи гастролі в США, Європі та Африці. З кінця 1970-х очолював власний гурт. Грав з Броссом Таунсендом. Записувався з World Bass Violin Ensemble (1982—83). Як композитор працював деякий час разів з хореографами і письменниками.
Помер 1 квітня 2017 року в Нью-Йорку у віці 82 років.